# Parti national indépendant (Lesotho)
Pour les articles homonymes, voir Parti national indépendant.
Le Parti national indépendant (en anglais : National Independent Party abrégé NIP) est  un parti politique du Lesotho.

## Histoire
Le NIP est fondé par Anthony Manyeli à la suite d'une scission avec le Parti national Basotho. Après des mauvaises performances aux élections législatives de 1993 et 1998, il réalise une percée lors de l'élection de l'Assemblée nationale qui se tient le 25 mai 2002, le parti remporte 5,5 % des voix populaires et cinq sièges sur 120,. Le parti n'avait jamais remporté de sièges auparavant, et son succès de cinq sièges obtenus par la représentation proportionnelle aux élections de 2002 est attribué à la confusion des électeurs sur les symboles du parti,: son symbole étant celui de la colombe et le symbole du Congrès du Lesotho pour la démocratie (LCD) au pouvoir étant celui de l'aigle. Le chef du NIP, Manyeli, exprimant sa surprise par les résultats, a déclaré que cette explication était la seule façon dont il pouvait en rendre compte.

## Résultats électoraux

### Élections législatives
| Année | Voix   | %    | Sièges   | Rang |
| ----- | ------ | ---- | -------- | ---- |
| 1993  | 241    | 0,05 | 0 / 89   | 9e   |
| 1998  | 1 644  | 0,28 | 0 / 89   | 8e   |
| 2002  | 30 346 | 5,47 | 5 / 120  | 4e   |
| 2007  |        |      | 21 / 120 |      |
| 2012  | 6 880  | 1,25 | 2 / 120  | 6e   |
| 2015  | 5 404  | 0,95 | 1 / 120  | 7e   |
| 2017  | 6 375  | 1,10 | 1 / 120  | 8e   |
| 2022  | 3 703  | 0,72 | 1 / 120  | 14e  |